# Zoë Straub

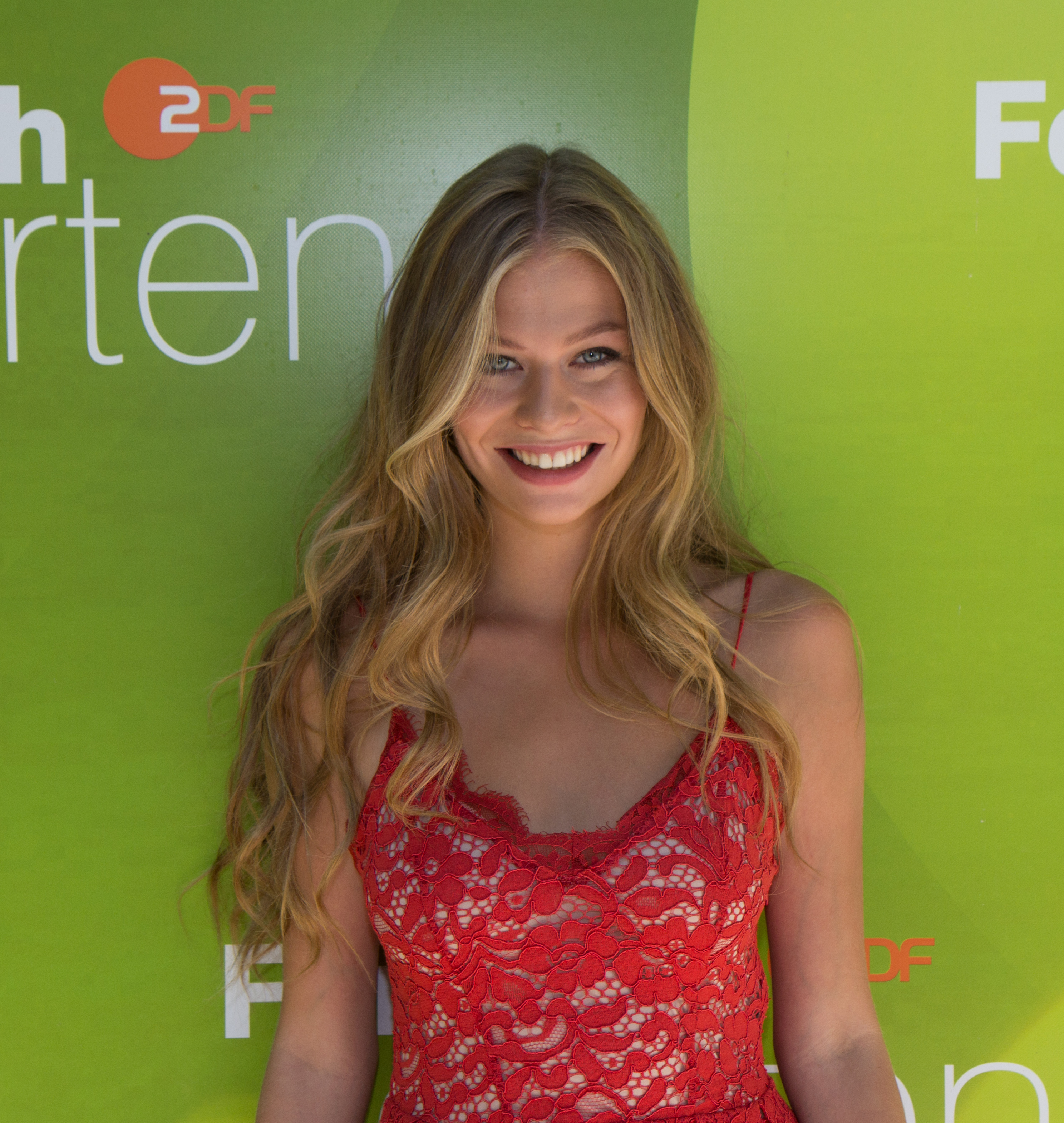
Zoë Straub (2018)

Zoë Straub (* 1. Dezember 1996 in Wien), bekannt als Zoë, ist eine österreichische Sängerin und Schauspielerin. Sie vertrat Österreich beim Eurovision Song Contest 2016 in Stockholm.

## Leben
Zoë Straub ist die Tochter von Papermoon-Gründer Christof Straub und Sängerin/Model Roumina Wilfling (Aschenputtel, Papermoon). Mit vier Jahren besuchte sie die Vorschule des Lycée Français de Vienne, kam mit fünf Jahren an das Lycée Français und schloss dieses mit der Matura ab. 2006 moderierte sie gelegentlich die Sendung Close up von Confetti TiVi. 2007 trat sie beim Kiddy Contest an.
Im Jahr 2015 nahm sie an der nationalen Vorentscheidung Eurovision Song Contest – Wer singt für Österreich? mit dem Song Quel Filou, den sie gemeinsam mit ihrem Vater geschrieben hatte, teil, wobei sie den dritten Platz belegte. 2015 war sie in der ORF-Serie Vorstadtweiber zu sehen. Im Rahmen des Eurovision Song Contest 2015 trat sie beim Public Viewing auf dem Wiener Rathausplatz auf.
Am 12. Februar 2016 nahm sie mit dem Lied Loin d’ici an der österreichischen Vorentscheidung zum Eurovision Song Contest 2016 teil und wurde von Publikum und Jury als Kandidatin für Österreich ausgewählt. Mit ihrem Song erreichte sie im ersten Semifinale auch das Finale. Im Finale erreichte sie Platz 13 von 26, per Publikumsvoting sogar den achten Platz.
2019 übernahm sie die Rolle der Camilla im deutschen Netflix-Film Isi und Ossi, der ab 14. Februar 2020 ausgestrahlt wurde.

## Privates
Straub lebt gemeinsam mit ihrem Ehemann Kaspar Leuhusen in Wien. Im Februar 2020 gab sie die Geburt ihres ersten Sohnes Viktor bekannt.

## Diskografie

### Studioalben
| Jahr | Titel                 | Höchstplatzierung, Gesamtwochen, AuszeichnungChartsChartplatzierungen (Jahr, Titel, Platzierungen, Wochen, Auszeichnungen, Anmerkungen) | Anmerkungen                             |
| Jahr | Titel                 | AT | Anmerkungen                             |
| ---- | --------------------- | --- | --------------------------------------- |
| 2015 | Debut                 | AT5 Gold · (30 Wo.)AT | Erstveröffentlichung: 23. Oktober 2015  |
| 2017 | the acoustic sessions | — | Erstveröffentlichung: 2. Dezember 2017  |
| 2024 | La vie en rosé        | — | Erstveröffentlichung: 15. November 2024 |

### Singles
| Jahr | Titel Album                | Höchstplatzierung, Gesamtwochen, AuszeichnungChartsChartplatzierungen (Jahr, Titel, Album, Platzierungen, Wochen, Auszeichnungen, Anmerkungen) | Anmerkungen                           |
| Jahr | Titel Album                | AT | Anmerkungen                           |
| ---- | -------------------------- | --- | ------------------------------------- |
| 2015 | Quel Filou Debut           | AT23 (1 Wo.)AT | Erstveröffentlichung: 12. März 2015   |
| 2015 | Mon cœur a trop aimé Debut | AT12 (16 Wo.)AT | Erstveröffentlichung: 31. Juli 2015   |
| 2016 | Loin d’ici Debut           | AT13 (13 Wo.)AT | Erstveröffentlichung: 5. Februar 2016 |

Weitere Singles
- 2015: Je m’en fous
- 2016: La nuit des merveilles
- 2018: Please Come Home
- 2018: C’est la vie
- 2019: Amour Fou

## Filmografie
- 2015–2016: Vorstadtweiber (Fernsehserie, 3 Folgen)
- 2016: Mörderisches Tal – Pregau (Miniserie, 2 Folgen)
- 2017: SOKO Kitzbühel (Fernsehserie, Folge 16x09 Akanamo muss sterben)
- 2018: Schnell ermittelt (Fernsehserie, Folge 6x03 Lia Pollak)
- 2019: Meiberger – Im Kopf des Täters (Fernsehserie, Folge 2x03 Der Berg)
- 2020: Habsburgs verkuppelte Töchter[15] (TV-Doku)
- 2020: Isi & Ossi (Spielfilm)[16]
- 2021: SOKO Donau (Fernsehserie, Folge 16×02 Männlich, ledig, unbefriedigt)
- 2022: Stadtkomödie (Fernsehreihe, Folge 10 Der weiße Kobold)
- 2022: SOKO Linz (Fernsehserie, Folge 1x11 Women only)